# Volley Talmassons 2021-2022
Questa voce raccoglie le informazioni riguardanti il Volley Talmassons nelle competizioni ufficiali della stagione 2021-2022.

## Stagione
Nella stagione 2021-22 il Volley Talmassons assume la denominazione sponsorizzata di Cda Talmassons.
Partecipa per la terza volta alla Serie A2; chiude il girone B della regular season di campionato al secondo posto in classifica, qualificandosi per i play-off promozione dove giunge fino alla semifinale, sconfitta dall'Helvia Recina.
Grazie al terzo posto in classifica al termine del girone di andata della regular season partecipa alla Coppa Italia di Serie A2 dove viene eliminata nei quarti di finale dalla Millenium Brescia.

## Organigramma
Area direttiva
- Presidente: Ambrogio Cattelan
- Team Manager: Andrea Altamura
- Direttore sportivo: Gianni De Paoli

Area tecnica
- Allenatore: Leonardo Barbieri
- Allenatore in seconda: Stefano Cinelli
- Scout man: Sebastjan Mavrič

Area sanitaria
- Medico: Giovanni Piccolo
- Preparatore atletico: Stefano Cinelli
- Fisioterapista: Carlo Gallici

## Rosa
| N° | Nome                  | Ruolo | Data di nascita | Nazionalità sportiva |
| -- | --------------------- | ----- | --------------- | -------------------- |
| 1  | Laura Bovo            | C     | 15 maggio 1996  | Italia               |
| 3  | Jessica Panucci       | S     | 6 maggio 1992   | Italia               |
| 4  | Francesca Dalla Rosa  | S     | 4 maggio 1998   | Italia               |
| 6  | Lana Conceição        | S     | 8 dicembre 1996 | Brasile              |
| 7  | Ludovica Marchi       | P     | 4 agosto 1999   | Italia               |
| 8  | Marianna Maggipinto   | L     | 5 gennaio 1996  | Italia               |
| 10 | Annachiara Cantamessa | C     | 20 maggio 1995  | Italia               |
| 11 | Josephine Obossa      | O     | 20 maggio 1999  | Italia               |
| 12 | Laura Grigolo         | S     | 1º marzo 1996   | Italia               |
| 13 | Asia Cogliandro       | C     | 12 gennaio 1996 | Italia               |
| 14 | Sofia Pagotto         | S     | 20 giugno 2000  | Italia               |
| 16 | Genni Ponte           | L     | 20 agosto 1996  | Italia               |
| 18 | Cecilia Nicolini      | P     | 18 giugno 1994  | Italia               |

## Mercato
| Acquisti | Acquisti              | Acquisti            | Acquisti   |
| R.       | Nome                  | da                  | Modalità   |
| -------- | --------------------- | ------------------- | ---------- |
| C        | Laura Bovo            | Montecchio Maggiore | definitivo |
| C        | Annachiara Cantamessa | Blu Quarrata        | definitivo |
| C        | Asia Cogliandro       | Roma Club           | definitivo |
| S        | Laura Grigolo         | Olimpia Teodora     | definitivo |
| L        | Marianna Maggipinto   | Casalmaggiore       | definitivo |
| P        | Ludovica Marchi       | Teatina             | definitivo |
| P        | Cecilia Nicolini      | Futura Giovani      | definitivo |
| O        | Josephine Obossa      | Pro Victoria        | definitivo |
| S        | Jessica Panucci       | Marsala             | definitivo |
| S        | Lana Conceição        | Adolfo Consolini    | definitivo |

| Cessioni | Cessioni             | Cessioni             | Cessioni   |
| R.       | Nome                 | a                    | Modalità   |
| -------- | -------------------- | -------------------- | ---------- |
| C        | Karin Barbazeni      | Hermaea              | definitivo |
| S        | Giulia Bartesaghi    | Millenium Brescia    | definitivo |
| P        | Sharon Cristante     | Belluno              | definitivo |
| S        | Hana Čutura          | Hapoël Kfar Saba     | definitivo |
| C        | Monica Mazzoleni     | Libertas Martignacco | definitivo |
| C        | Daniela Nardini      | Rizzi Udine          | definitivo |
| L        | Maria Chiara Norgini | Vicenza              | definitivo |
| S        | Valentina Tirozzi    | ?                    | ?          |
| P        | Cecilia Vallicelli   | Castelfranco         | definitivo |

## Risultati

### Serie A2

#### Girone di andata
| 1ª Giornata - 10 ottobre 2021 Palazzetto dello Sport, Lignano Sabbiadoro  | Talmassons           | 3 - 0 | Vicenza     | 28-26, 25-18, 25-14        |
| 2ª Giornata - 17 ottobre 2021 Palazzetto dello Sport, Cividale del Friuli | Libertas Martignacco | 1 - 3 | Talmassons  | 22-25, 27-25, 15-25, 17-25 |
| 3ª Giornata - 24 ottobre 2021 Palazzetto dello Sport, Lignano Sabbiadoro  | Talmassons           | 3 - 0 | Alba        | 25-20, 25-20, 25-23        |
| 4ª Giornata - 31 ottobre 2021 PalaRizza, Modica                           | Modica               | 0 - 3 | Talmassons  | 18-25, 10-25, 22-25        |
| 6ª Giornata - 7 novembre 2021 PalaScoppa, Soverato                        | Soverato             | 1 - 3 | Talmassons  | 13-25, 23-25, 25-20, 13-25 |
| 7ª Giornata - 14 novembre 2021 Palazzetto dello Sport, Lignano Sabbiadoro | Talmassons           | 1 - 3 | Pinerolo    | 25-19, 22-25, 19-25, 17-25 |
| 8ª Giornata - 17 novembre 2021 PalaCatania, Catania                       | Sicilia              | 1 - 3 | Talmassons  | 20-25, 20-25, 25-22, 23-25 |
| 9ª Giornata - 21 novembre 2021 Palazzetto dello Sport, Lignano Sabbiadoro | Talmassons           | 3 - 1 | Club Italia | 23-25, 25-17, 25-20, 25-11 |
| 10ª Giornata - 28 novembre 2021 PalaCollodi, Montecchio Maggiore          | Montecchio Maggiore  | 1 - 3 | Talmassons  | 23-25, 13-25, 25-23, 18-25 |
| 11ª Giornata - 5 dicembre 2021 Palazzetto dello Sport, Lignano Sabbiadoro | Talmassons           | 1 - 3 | Mondovì     | 23-25, 25-16, 21-25, 23-25 |

#### Girone di ritorno
| 12ª Giornata - 18 dicembre 2021 Palasport Città di Vicenza, Vicenza         | Vicenza     | 1 - 3 | Talmassons           | 25-22, 15-25, 21-25, 23-25        |
| 13ª Giornata - 26 dicembre 2021 Palazzetto dello Sport, Cividale del Friuli | Talmassons  | 3 - 2 | Libertas Martignacco | 25-22, 25-23, 14-25, 23-25, 15-9  |
| 14ª Giornata - 9 gennaio 2022 PalaFrancescucci, Casnate con Bernate         | Alba        | 1 - 3 | Talmassons           | 25-23, 19-25, 23-25, 23-25        |
| 15ª Giornata - 16 febbraio 2022 Palazzetto dello Sport, Lignano Sabbiadoro  | Talmassons  | 3 - 0 | Modica               | 25-15, 25-17, 25-22               |
| 17ª Giornata - 30 gennaio 2022 Palazzetto dello Sport, Lignano Sabbiadoro   | Talmassons  | 3 - 1 | Soverato             | 21-25, 25-17, 25-16, 25-20        |
| 18ª Giornata - 6 febbraio 2022 Palazzetto dello Sport, Villafranca Piemonte | Pinerolo    | 3 - 2 | Talmassons           | 25-20, 22-25, 18-25, 25-22, 15-11 |
| 19ª Giornata - 13 febbraio 2022 Palazzetto dello Sport, Lignano Sabbiadoro  | Talmassons  | 3 - 1 | Sicilia              | 27-25, 23-25, 25-13, 25-14        |
| 20ª Giornata - 19 febbraio 2022 Centro Pavesi, Milano                       | Club Italia | 3 - 2 | Talmassons           | 25-23, 25-17, 10-25, 19-25, 19-17 |
| 21ª Giornata - 9 marzo 2022 Palazzetto dello Sport, Lignano Sabbiadoro      | Talmassons  | 3 - 0 | Montecchio Maggiore  | 25-17, 29-27, 25-21               |
| 22ª Giornata - 12 marzo 2022 PalaManera, Mondovì                            | Mondovì     | 3 - 1 | Talmassons           | 26-24, 17-25, 25-21, 25-22        |

#### Play-off promozione
| Ottavi di finale (gara 1) - 19 marzo 2022 Palazzetto dello Sport, Lignano Sabbiadoro | Talmassons      | 3 - 1 | Olimpia Teodora | 22-25, 25-22, 25-13, 28-26 |
| Ottavi di finale (gara 2) - 23 marzo 2022 PalaCosta, Ravenna                         | Olimpia Teodora | 1 - 3 | Talmassons      | 25-27, 25-22, 23-25, 29-31 |
| Quarti di finale (gara 1) - 3 aprile 2022 Palazzetto dello Sport, Lignano Sabbiadoro | Talmassons      | 3 - 0 | Futura Giovani  | 25-14, 25-21, 25-20        |
| Quarti di finale (gara 2) - 9 aprile 2022 PalaBorsani, Castellanza                   | Futura Giovani  | 1 - 3 | Talmassons      | 15-25, 21-25, 25-16, 17-25 |
| Semifinali (gara 1) - 23 aprile 2022 Palazzetto dello Sport, Latisana                | Talmassons      | 0 - 3 | Helvia Recina   | 22-25, 21-25, 19-25        |
| Semifinali (gara 2) - 27 aprile 2022 PalaFontescodella, Macerata                     | Helvia Recina   | 3 - 0 | Talmassons      | 31-29, 25-16, 25-22        |

### Coppa Italia di Serie A2
| Ottavi di finale - 12 dicembre 2021 Palazzetto dello Sport, Lignano Sabbiadoro | Talmassons        | 3 - 0 | Hermaea    | 25-19, 25-20, 25-17               |
| Quarti di finale - 22 dicembre 2021 PalaGeorge, Montichiari                    | Millenium Brescia | 3 - 2 | Talmassons | 26-24, 20-25, 24-26, 25-21, 15-12 |

## Statistiche

### Statistiche di squadra
| Competizione             | Punti | In casa | In casa | In casa | In trasferta | In trasferta | In trasferta | Totale | Totale | Totale |
| Competizione             | Punti | G       | V       | P       | G            | V            | P            | G      | V      | P      |
| ------------------------ | ----- | ------- | ------- | ------- | ------------ | ------------ | ------------ | ------ | ------ | ------ |
| Serie A2                 | 46    | 13      | 10      | 3       | 13           | 9            | 4            | 26     | 19     | 7      |
| Coppa Italia di Serie A2 | -     | 1       | 1       | 0       | 1            | 0            | 1            | 2      | 1      | 1      |
| Totale                   | -     | 14      | 11      | 3       | 14           | 9            | 5            | 28     | 20     | 8      |

G = partite giocate; V = partite vinte; P = partite perse 

### Statistiche dei giocatori
| Giocatore     | Serie A2 | Serie A2 | Serie A2 | Serie A2 | Serie A2 | Coppa Italia di Serie A2 | Coppa Italia di Serie A2 | Coppa Italia di Serie A2 | Coppa Italia di Serie A2 | Coppa Italia di Serie A2 | Totale | Totale | Totale | Totale | Totale |
| Giocatore     | P        | PT       | AV       | MV       | BV       | P                        | PT                       | AV                       | MV                       | BV                       | P      | PT     | AV     | MV     | BV     |
| ------------- | -------- | -------- | -------- | -------- | -------- | ------------------------ | ------------------------ | ------------------------ | ------------------------ | ------------------------ | ------ | ------ | ------ | ------ | ------ |
| L. Bovo       | 25       | 231      | 136      | 82       | 13       | 2                        | 24                       | 16                       | 7                        | 1                        | 27     | 255    | 152    | 89     | 14     |
| A. Cantamessa | 8        | 3        | 2        | 1        | 0        | 0                        | 0                        | 0                        | 0                        | 0                        | 8      | 3      | 2      | 1      | 0      |
| A. Cogliandro | 26       | 255      | 201      | 26       | 28       | 2                        | 18                       | 14                       | 1                        | 3                        | 28     | 273    | 215    | 27     | 31     |
| F. Dalla Rosa | 18       | 11       | 10       | 0        | 1        | 0                        | 0                        | 0                        | 0                        | 0                        | 18     | 11     | 10     | 0      | 1      |
| L. Grigolo    | 26       | 321      | 282      | 27       | 12       | 2                        | 39                       | 35                       | 3                        | 1                        | 28     | 360    | 317    | 30     | 13     |
| M. Maggipinto | 21       | 0        | 0        | 0        | 0        | 2                        | 0                        | 0                        | 0                        | 0                        | 23     | 0      | 0      | 0      | 0      |
| L. Marchi     | 7        | 0        | 0        | 0        | 0        | 1                        | 2                        | 1                        | 0                        | 1                        | 8      | 2      | 1      | 0      | 1      |
| C. Nicolini   | 26       | 52       | 15       | 29       | 8        | 2                        | 5                        | 2                        | 1                        | 2                        | 28     | 57     | 17     | 30     | 10     |
| J. Obossa     | 26       | 568      | 471      | 58       | 38       | 2                        | 36                       | 33                       | 3                        | 0                        | 28     | 604    | 504    | 61     | 38     |
| S. Pagotto    | 21       | 9        | 6        | 0        | 3        | 2                        | 4                        | 4                        | 0                        | 0                        | 23     | 13     | 10     | 0      | 3      |
| J. Panucci    | 13       | 19       | 15       | 2        | 2        | -                        | -                        | -                        | -                        | -                        | 13     | 19     | 15     | 2      | 2      |
| G. Ponte      | 11       | 0        | 0        | 0        | 0        | 1                        | 0                        | 0                        | 0                        | 0                        | 12     | 0      | 0      | 0      | 0      |
| L. Conceição  | 26       | 328      | 273      | 42       | 13       | 2                        | 19                       | 15                       | 2                        | 2                        | 28     | 347    | 288    | 44     | 15     |

P = presenze; PT = punti totali; AV = attacchi vincenti; MV = muri vincenti; BV = battute vincenti